# 日本暖地畜産学会
日本暖地畜産学会（にほんだんちちくさんがっかい、英語: Warm Regional Society Of Animal Science, Japan）は、日本の学術研究団体の一つ。

## 概要
2008年10月25日設立。学術研究団体としての種別は単独学会。
西日本における土地利用に根ざした畜産、消費者に信頼される安全な畜産物を生産する畜産の構築を目指して、畜産に関わる多分野の研究者、技術者、指導者の相互支援、交流を図ることを目的としている。日本畜産學會九州支部および日本草地学会九州支部を前身とする。

## 沿革
- 2008年 - 日本暖地畜産学会設立。

## 刊行物

### 日本暖地畜産学会報
- 誌名（和文）：日本暖地畜産学会報
- 誌名（欧文）：Journal of Warm Regional Society of Animal Science, Japan
- 創刊年：2009
- 資料種別：ジャーナル（査読付き論文を含む）
- 使用言語：日英混在
- 発行形態：印刷体
- 著作権帰属先：学会
- クリエイティブコモンズ：定めていない
- 購読：有料